# Camptoscinella
Camptoscinella är ett släkte av tvåvingar. Camptoscinella ingår i familjen fritflugor.
Kladogram enligt Catalogue of Life:
| Camptoscinella | \| \| Camptoscinella annulitibia \| \| \| \| \| \| Camptoscinella insulicola \| \| \| \| |
|                | \| \| Camptoscinella annulitibia \| \| \| \| \| \| Camptoscinella insulicola \| \| \| \| |
|                | Camptoscinella annulitibia                                                               |
|                |                                                                                          |
|                | Camptoscinella insulicola                                                                |
|                |                                                                                          |